# スモール・ミュンスターレンダー

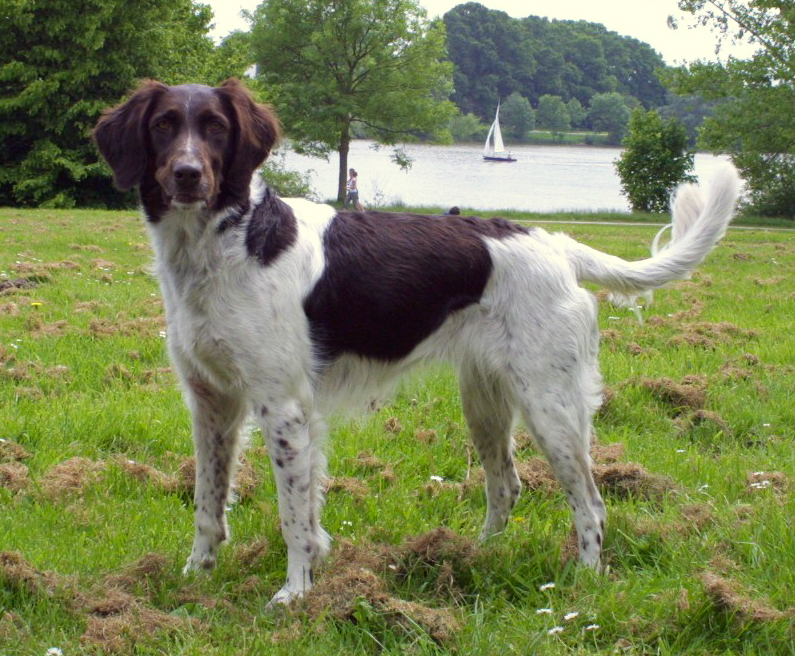
スモール・ミュンスターレンダー

スモール・ミュンスターレンダー（英：Small Munsterlander）は、ドイツのミュンスター原産の鳥猟犬種のひとつである。別名はクライナー・ミュンスターレンダー（英：Klelner Munsterlander）。ドイツではスピオン（英：Spion）という愛称でも呼ばれている。

## 歴史
20世紀のはじめごろに生まれた犬種である。ラージ・ミュンスターレンダーが独立（1919年）した数年後に作出された犬種で、ラージ・ミュンスターレンダーから生まれたホワイト・アンド・レバーの毛色の犬をもとにして、ヨーロッパのフラッシング系のスパニエル犬種を数種掛け合わせて作出された。

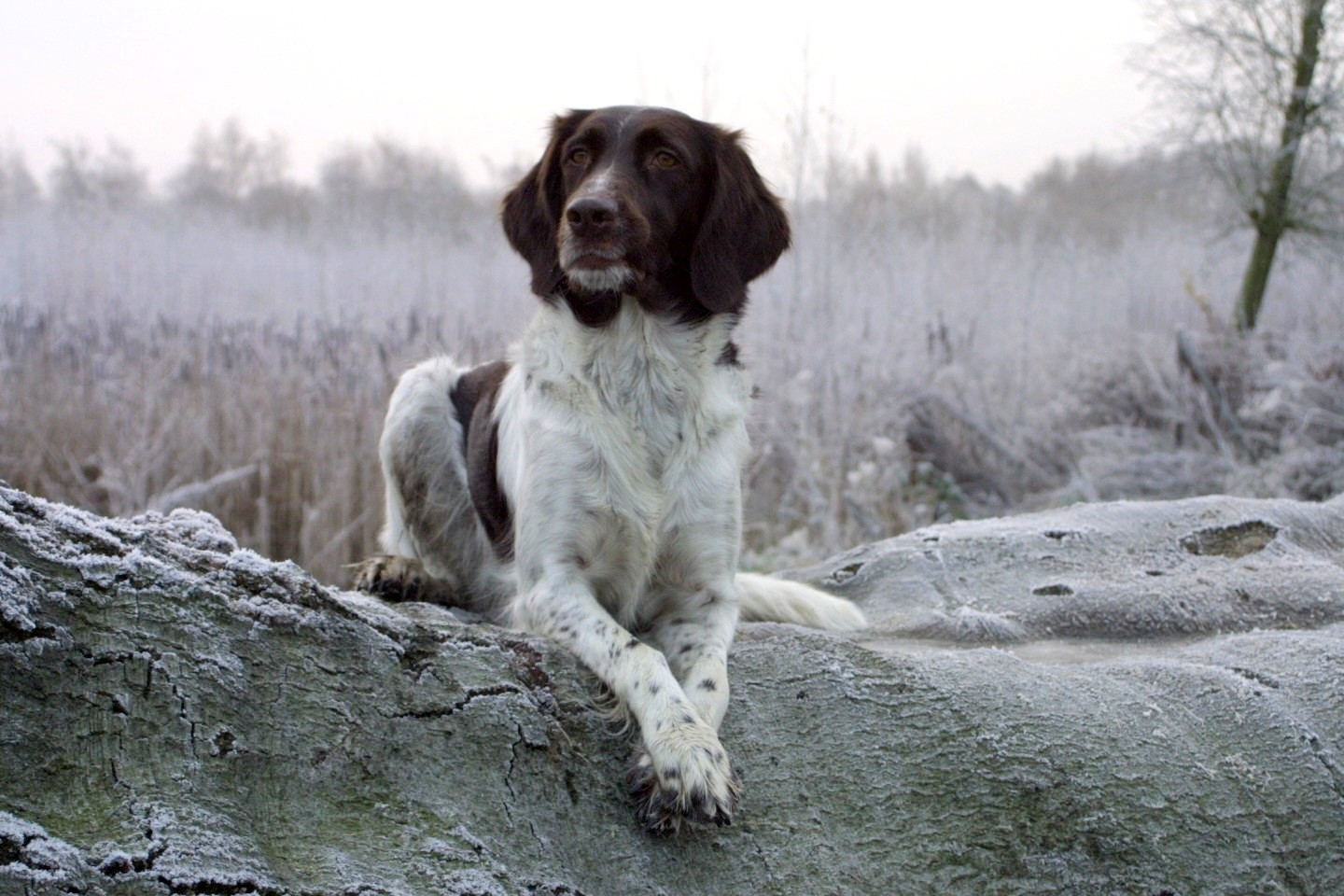

スモールの作出の経緯は、ラージの毛色のスタンダード（犬種基準）がホワイト・アンド・ブラックのみに統一されることになり、ホワイト・アンド・レバーの犬たちの行き場が失われることが危惧されたためである。もともとラージはジャーマン・ロングヘアード・ポインターから独立して誕生した犬種で、そのスタンダードを無視して能力を重視したブリーディングが行われ、犬種基準として採用されなかったホワイト・アンド・ブラックの毛色を引き続き主として公認して繁殖を行っていたため、ジャーマン・ロングヘアード・ポインターの犬種クラブから勘当されて正式に独立したという生い立ちを持つ。独立当初はジャーマン・ロングヘアード・ポインターと同じホワイト・アンド・レバーの毛色のものも繁殖されていたが、後にホワイト・アンド・ブラックの色だけがラージの毛色として指定された。しかし、いまさらホワイト・アンド・レバーの犬をジャーマン・ロングヘアード・ポインターとして登録しなおすことはできない（毛色だけでなく、性質や容姿にも違いが現れて同一の犬種ではなくなったため）ため、行き場を失って殺処分されるのを防ぐために品種として改良し、新たな
生き場を与えるべくして作出が行われた。尚、作出過程でラージよりも体を小さくし、優秀な能力を植え込むことができるようにブリーディングが進められた。
主に鳥猟犬として使われた。嗅覚で鳥やノウサギを探し、発見すると片足を挙げてポイントを行う。犬のポイントを確認すると、主人は指示を出して獲物を茂みなどから追い出す。追い出された獲物は主人の猟銃によって仕留められ、撃たれたら犬がそれを回収して主人のところへ持ってくる。
現在はドイツだけでなくヨーロッパ諸国で人気のある犬種で、ペットやショードッグとしても人気が高い。しかしながら、世界的にはラージのほうが人気が高いのが現状である。

## 特徴
ラージのような優雅で美しい容姿ではないが、本種は庶民的でなじみやすい容姿をしているのが特徴である。外見はポインターとスパニエルの中間で、引き締まった体つきをしている。マズルは短めで、ややスパニエル味を帯びた顔つきをしている。耳は垂れ耳、尾はふさふさしたたれ尾。コートは柔らかなロングコートで、毛色はホワイト・アンド・レバー。体高48〜58cm、体重14.5〜15.5kgの中型犬で、性格は温厚で人懐こく陽気、活発で協調性が高い。やはり人を喜ばせることが大好きで、何らかの仕事を与えてもらわないと退屈してしまう。しつけの飲み込みや状況判断力はラージよりも若干上であるが、既出のとおり何かさせてあげなければ暇を持て余していたずらなどに走ることもあるので、注意が必要である。人や犬だけでなく、そのほかの動物とも仲良くすることができる。運動量は普通で、ペットとして飼育するのにもよく向いた犬種である。